# Matthew Perry (aktor)
Matthew Langford Perry (ur. 19 sierpnia 1969 w Williamstown, zm. 28 października 2023 w Los Angeles) – amerykańsko-kanadyjski aktor, występował m.in. w roli Chandlera Binga w sitcomie NBC Przyjaciele (1994–2004).

## Młodość
Urodził się w Williamstown w stanie Massachusetts, jako syn Suzanne Marie Morrison, kanadyjskiej dziennikarki i Johna Bennetta Perry’ego, amerykańskiego aktora i modela. Jego ojciec miał pochodzenie angielskie, irlandzkie, niemieckie i szwajcarskie, a matka miała korzenie angielskie, irlandzkie i francuskie. Kiedy para rozwiodła się przed pierwszymi urodzinami syna, Perry zamieszkał razem z matką i jej nowym mężem Keithem Morrisonem w Ottawie, gdzie spędził większość dzieciństwa.
Jego pasją był tenis, w którym odnosił duże sukcesy na poziomie krajowym, m.in. zajął w kategorii juniorów 17. miejsce w grze pojedynczej i trzecie miejsce w grze podwójnej. W wieku 15 lat zamieszkał z ojcem w Los Angeles, gdzie zainteresował się aktorstwem i zaczął brać udział w szkolnych przedstawieniach swojego liceum w Sherman Oaks. Po zakończeniu liceum planował studia na Uniwersytecie Południowej Kalifornii, jednak zrezygnował z nich, gdy dostał główną rolę w serialu telewizyjnym Second Chance, bo chciał wykorzystać okazję do rozpoczęcia kariery aktorskiej.

## Aktorstwo

### Początki (lata 80.)

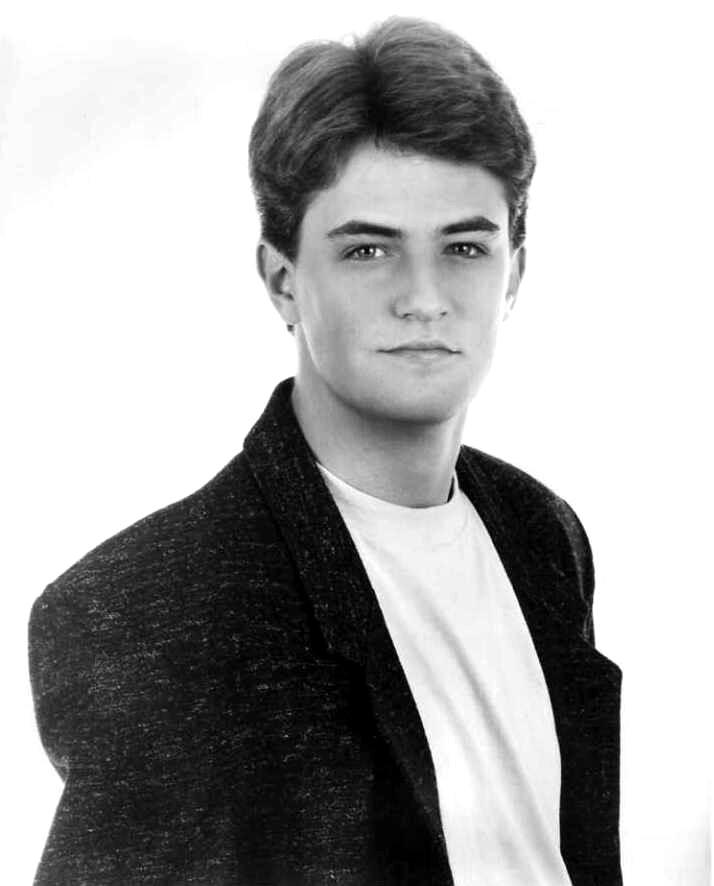
Perry (1988)

Po raz pierwszy pojawił się w telewizji w 1987 w serialu Second Chance, który nie cieszył się jednak popularnością i wyprodukowano tylko jeden sezon. Mimo to Perry pozostał w Los Angeles i dalej próbował sił w zawodzie. W 1988 zadebiutował na dużym ekranie w drugoplanowej roli w filmie A Night in the Life of Jimmy Reardon. Na początku lat 90. grał epizodyczne role w wielu serialach oraz wykreował główne role: w sitcomach Sydney i Home Free, dzięki którym powoli zaczął zyskiwać sławę.

### Przełom (lata 90.)
W 1993 miał dostać rolę w pilotowym odcinku sitcomu LAX 2194, jednak projekt nie był pewny. W tym czasie zapisał się na casting do serialu Friends Like us, później znanym jako Przyjaciele. Po odwołaniu kręcenia LAX 2194 poszedł na przesłuchanie do Friends Like us, w którym dostał rolę Chandlera Binga. Występ w Przyjaciołach stał się przełomowy w jego karierze, sam serial zyskał popularność i w Ameryce, i na całym świecie, bijąc rekordy oglądalności i zyskując nominacje do wielu nagród. Perry za rolę Chandlera był nominowany m.in. do nagrody Emmy w 2002 roku.
Dzięki rosnącej rozpoznawalności dostawał role w kolejnych filmach stających się kinowymi hitami, takich jak Polubić czy poślubić (1997), Troje do Tanga (1999), Jak ugryźć 10 milionów (2000) i Jak ugryźć 10 milionów 2 (2002).

### Kolejne role (lata 2000)

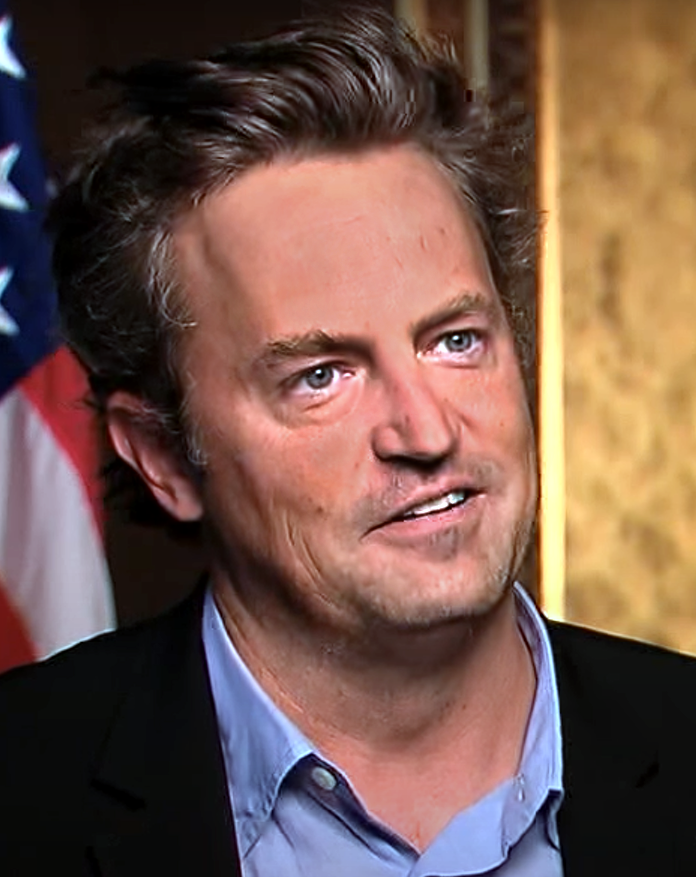
Perry (2012)

Po zdjęciu serialu Przyjaciele z anteny i po wielu rolach w komediowych filmach zaczął występować również w dramatach. Zaczął od epizodycznej roli w serialu Prezydencki poker (2004), za którą był nominowany do nagrody Emmy w dwóch kategoriach. Następnie zagrał główną postać w filmie Młodzi gniewni. Historia Rona Clarka (2006), za którą dostał nominację do Złotego Globu i Emmy. W kolejnych latach zagrał m.in. w Studio 60, Numb, Ptaki Ameryki czy Znów mam 17 lat. Udzielił również głosu postaci Benny’ego w grze komputerowej Fallout: New Vegas.

### Producent
Z czasem zaczął próbować sił także jako reżyser i producent: najpierw wyreżyserował jeden z odcinków czwartego sezonu serialu Hoży doktorzy, później wyprodukował swój serial Mr. Sunshine (2011), który okazał się niewypałem i został zdjęty z anteny.
W 2015 został współtwórcą i odtwórcą głównej roli serialu Dziwna para. Stworzył również własną sztukę teatralną pt. The End of Longing, która miała premierę 11 lutego 2016 roku w Playhouse Theatre w Londynie.

## Życie prywatne
Zmagał się z uzależnieniami od opioidów, amfetaminy i alkoholu. Jego problemy z nałogiem zaczęły się w połowie lat 90, w 1997 poszedł na pierwszy odwyk. Cierpiał również na inne zdrowotne problemy, jak duże wahania wagi czy zapalenie trzustki.
W maju 2013 roku został odznaczony przez Biuro Kontroli Narkotyków Białego Domu za otworzenie Domu Perry’ego w jego dawnej posiadłości w Malibu, gdzie ludzie uzyskują pomoc w wychodzeniu z nałogu.

### Śmierć i pogrzeb
28 października 2023 został znaleziony przez swojego asystenta martwy w wannie z hydromasażem w swoim domu w Los Angeles. Na miejscu policja stwierdziła zgon aktora. Zmarł z powodu choroby wieńcowej spowodowanej ostrym działaniem ketaminy.
30 października 2023 aktorzy z serialu Przyjaciele wydali oświadczenie: 

Wszyscy jesteśmy bardzo zdruzgotani stratą Matthew. Byliśmy kimś więcej niż tylko kolegami z obsady. Jesteśmy rodziną. Jest tak wiele do powiedzenia, ale teraz zamierzamy poświęcić chwilę na żałobę i przetworzenie tej niezgłębionej straty. Z czasem powiemy więcej, kiedy będziemy w stanie. Na razie nasze myśli i miłość są z rodziną Matty’ego, jego przyjaciółmi i wszystkimi, którzy go kochali na całym świecie.

Matthew Perry został pochowany na Forest Lawn Memorial Park w Los Angeles, niedaleko Wzgórza Hollywood.

## Filmografia

### Filmy
| Rok  | Tytuł                                | Rola                    | Uwagi                        |
| ---- | ------------------------------------ | ----------------------- | ---------------------------- |
| 1988 | A Night in the LIfe of Jimmy Reardon | Fred Roberts            |                              |
| 1989 | Szalona małolata                     | Timothy                 |                              |
| 1994 | Getting In                           | Randall Burns           |                              |
| 1997 | Poślubić czy polubić                 | Alex Whitman            |                              |
| 1998 | Bohaterowie z przypadku              | Leslie Edwards          |                              |
| 1999 | Troje do tanga                       | Oscar Novak             |                              |
| 2000 | Jak ugryźć 10 milionów               | Nicholas „Oz” Oseransky |                              |
| 2000 | Dzieciak                             | pan Vivian              |                              |
| 2002 | Kto pierwszy, ten lepszy             | Joe Tyler               |                              |
| 2004 | Jak ugryźć 10 milionów 2             | Nicholas „Oz” Oseransky |                              |
| 2005 | Hoosiers II: Senior Year             | Coach Norman Dale Jr.   | film krótkometr.             |
| 2007 | Numb                                 | Hudson                  | również producent wykonawczy |
| 2008 | Ptaki Ameryki                        | Morrie Tanager          |                              |
| 2009 | Znów mam 17 lat                      | dorosły Mike O’Donnell  |                              |

### Telewizja
| Rok       | Tytuł                                | Rola                | Uwagi                                                   |
| --------- | ------------------------------------ | ------------------- | ------------------------------------------------------- |
| 1979      | 240-Robert                           | Arthur              | odcinek „Bank Job”                                      |
| 1983      | Not Necessarily the News             | Bob                 | odcinek „Audrie in Love”                                |
| 1985      | Charles in Charge                    | Ed Stanley          | odcinek „The Wrong Guy”                                 |
| 1986      | Silver Spoons                        | Davey               | odcinek „Rick Moves Out”                                |
| 1987–1988 | Second Chance                        | Chazz Russell       | 21 odcinków                                             |
| 1988      | Just the Ten of Us                   | Ed                  | odcinek „The DInner Test”                               |
| 1988      | Autostrada do nieba                  | David Hastings      | 2 odcinki                                               |
| 1988      | Dance 'til Dawn                      | Roger               | film telewizyjny                                        |
| 1989      | Dzieciaki, kłopoty i my              | Sandy               | 3 odcinki                                               |
| 1989      | Empty Nest                           | Bill w wieku 18 lat | odcinek „A Life in the Day”                             |
| 1990      | Sydney                               | Billy Kells         | 13 odcinków                                             |
| 1990      | Who’s the Boss?                      | Benjamin Dawson     | odcinek „Roomies”                                       |
| 1991      | Call Me Anna                         | Desi Arnaz Jr.      | film telewizyjny                                        |
| 1991      | Beverly Hills, 90210                 | Roger Azarian       | odcinek „April is the Cruelest Month”                   |
| 1992      | Sibs                                 |                     | odcinek „What Makes Lily Run?'                          |
| 1992      | Życie jak sen                        | Alex Farmer         | odcinek :To The Moon, Alex!”                            |
| 1993      | Deadly Relations                     | George Westerfield  | film telewizyjny                                        |
| 1993      | Home Free                            | Matt Bailey         | 13 odcinków                                             |
| 1994      | Parallel Lives                       | Willie Morrison     | film telewizyjny                                        |
| 1994–2004 | Przyjaciele                          | Chandler Bing       | 236 odcinków 9 nominacji, 2 nagrody                     |
| 1995      | The John Larroquette Show            | Steven              | odcinek „Rachel Redux”                                  |
| 1995      | Karolina w mieście                   | Chandler Bing       | odcinek „Caroline and the Folks”                        |
| 1997      | Saturday Night Live                  | On sam              | odcinek „Matthew Perry/Oasis”                           |
| 2001      | Simpsonowie                          | Ultradom 3000       | odcinek „Threehouse of Horror XII”                      |
| 2002      | Ally McBeal                          | Todd Merrick        | 2 odcinki                                               |
| 2003      | Prezydencki poker                    | Joe Quincy          | 3 odcinki                                               |
| 2004      | Hoży doktorzy                        | Murray Marks        | odcinek „My Unicorn”, również reżyser                   |
| 2006      | Młodzi gniewni. Historia Rona Clarka | Ron Clark           | film telewizyjny                                        |
| 2006–2007 | Studio 60                            | Matt Albie          | 22 odcinki                                              |
| 2008      | The End of Steve                     | Steve Legend        | pilot, również twórca i producent wykonawczy            |
| 2011      | Mr. Sunshine                         | Ben Donovan         | 13 odcinków, również współtwórca i producent wykonawczy |
| 2011      | Childrens Hospital                   | On Sam              | odcinek „The Black Doctor”                              |
| 2012–2013 | Żona idealna                         | Mike Kresteva       | 4 odcinki                                               |
| 2012–2013 | Go On                                | Ryan King           | 22 odcinki, również producent wykonawczy                |
| 2014      | Cougar Town: Miasto kocic            | Sam                 | odcinek „Like a Diamond”                                |
| 2015      | Terapia w sieci                      | Tyler Bishop        | 2 odcinki                                               |
| 2015–2017 | Dziwna para                          | Oscar Madison       | 38 odcinków również scenarzysta i producent wykonawczy  |
| 2017      | Sprawa idealna                       | Mike Kresteva       | 3 odcinki                                               |
| 2017      | The Kennedys: After Camelot          | Tedd Kennedy        | 2 odcinki                                               |